# Kurdistán (íránská provincie)

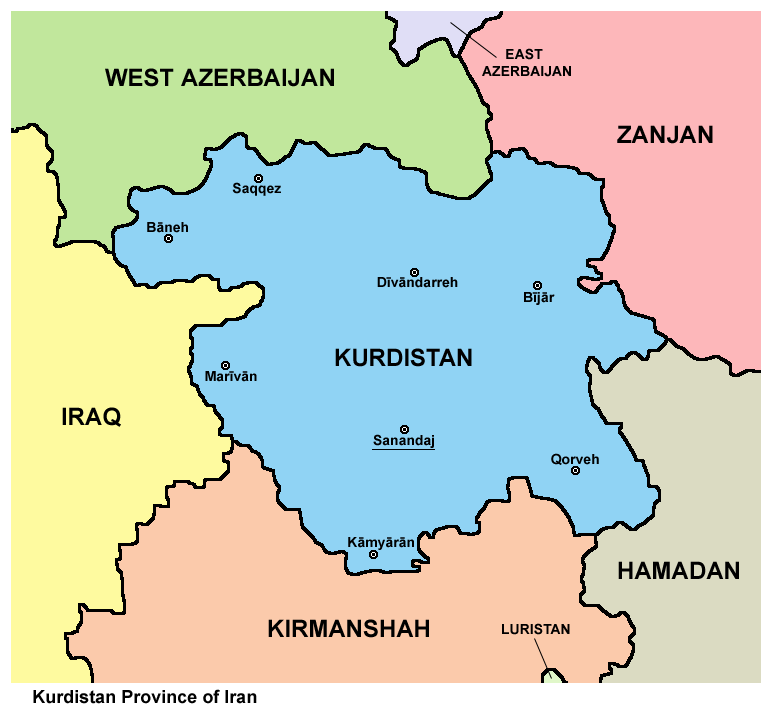

Kurdistán (persky استان کردستان‎ ,kurdsky پارێزگای کوردستان, [Parêzgeha Kurdistanê]) je provincie v Íránu, která se nachází na severozápadě země. Sousedí s Irákem a íránskými provinciemi Zandžán, Západní Ázerbájdžán a Kermánšáh. Hlavním městem je Sanandadž (Sine). Provincie je rozdělena do deseti krajů : Piranshahr, Báne, Bídžár, Dehgolán, Dívándarre, Sarvabád, Qorve, Saqqez, Kámjárán a Mariván.

## Podnebí
Je nejhornatější provincií v Íránu a má obecně mírné a docela příjemné klima celé jaro a léto. Zimy jsou dlouhé a mohou být velmi chladné s bohatou nadílkou sněhu.

## Hospodářství
Mezi hlavní aktivity obyvatel patří zemědělství a chov hospodářských zvířat. Pšenice, ječmen a ovoce jsou hlavní zemědělské produkty. V provincii je též rozšířen chemický a potravinářský průmysl.